# ジョン・スナイダー
ジョン・ウェズリー・スナイダー（英語: John Wesley Snyder、1895年6月21日 - 1985年10月8日）は、アメリカ合衆国の政治家、実業家。1946年6月から1953年1月まで財務長官を務めた。

## 生涯
1895年6月21日にアーカンソー州ジョーンズボロで誕生した。スナイダーはテネシー州ナッシュビルのヴァンダービルト大学工業科で学んだ後、陸軍に入隊して第一次世界大戦に参加した。
1930年代初めにワシントン州に移り住み、銀行業などの事業に携わった。スナイダーは国立銀行の通貨監査局や、戦時国債発行・転換管理局を含むいくつかの公的及び個人的な事務所を構えた。彼は戦時から平時における国家経済の推移に重要な役割を果たした。

### 財務長官
1946年6月に個人的な友人であり、第一次世界大戦において上官であったハリー・S・トルーマン大統領の時に財務長官に就任した。スナイダーの任務は安定した戦後経済を確立することであった。具体的には戦時中の様々な経済統制の解除の方法・新たな雇用の確保策・軍需産業の存続の是非などが問題となったが、スナイダーは政府保証の信用維持・連邦負債の縮小・アメリカ貯蓄債への投資を通じて公的節約を促進する点を重点に置いた。
また連邦総支出における軍事費の割合を削減することで、明確な経済再建の意思を示した。1941年から1945年までは財政年度平均で連邦総支出622億ドルのうち521億ドル（約83.7パーセント）を軍事費が占めていたが、スナイダーは財政の平時への復帰を掲げ、1946年から1950年までの財政年度平均で連邦総支出401億ドルのうち軍事費を182億ドル（約45.5パーセント）にまで削減した。
1947年3月に国際通貨基金がブレトン・ウッズ協定に基づき業務を開始すると、スナイダーは国際取引の決済のため、金の自由売買を事実上解禁する見解を発表した。これにより第二次世界大戦後の国際通貨体制は金ドル本位制へと重心が移り、アメリカドルは唯一の金為替と見なされるようになった。

### 退任後
1953年1月に財務長官を退任した。その後スナイダーは目立った公職には就かず、1955年から1973年まで財務省の非常勤の顧問を務め、慈善活動にも参加した。1985年10月8日にカリフォルニア州シーブルックアイランドにて、90歳で死去した。

## 家族
1920年1月にキャリー・エブリン・クックと結婚し、1人の子女が誕生した。